# Dmitri Charafoutdinov
Dmitri Charafoutdinov (en russe : Дмитрий Шарафутдинов), né en 1986, est un grimpeur russe.

## Palmarès

### Championnats du monde
- 2012 à Paris,  France
  -  Médaille d'or en bloc
- 2011 à Arco,  Italie
  -  Médaille d'or en bloc
- 2007 à Avilés,  Espagne
  -  Médaille d'or en bloc

### Coupe du monde
- 2013
  -  Médaille d'or en bloc
- 2011
  -  Médaille d'argent en bloc
- 2008
  -  Médaille de bronze en bloc
- 2007
  -  Médaille d'argent en bloc

### Championnats d'Europe
- 2006 à Iekaterinbourg,  Russie
  -  Médaille de bronze en difficulté